# Bagna cauda
Bagna Cauda (en italiano normativo y en piamontés bagna càuda; pronunciación: "baña cáuda") es el plato típico por excelencia del Bajo Piamonte.

## Origen del nombre

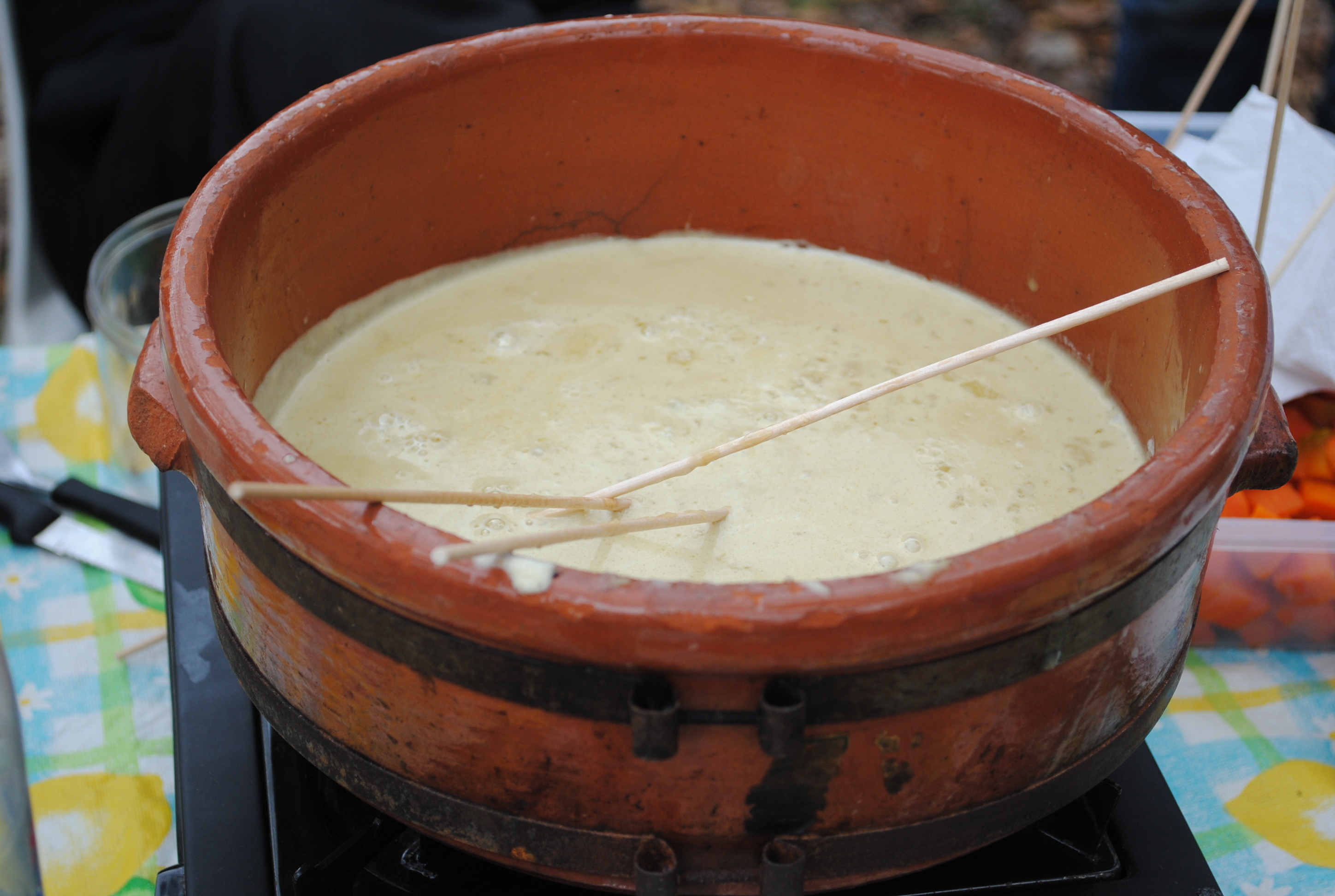
Marmita de terracota con Bagna Cauda.

En piamontés, bagna es 'salsa' o 'jugo' y càuda significa 'caliente'.

## Historia
Este plato se origina en la zona del Bajo Piamonte, llamada Monferrato, y según la tradición se consumía después de la fatiga de la vendimia y la vinificación. 
Los viñateros, campesinos, familiares y amigos se sentaban alrededor de un fogón a las brasas y sobre este se colocaba un recipiente de terracota (paila), dentro del cual estaba la salsa con una base de aceite de oliva, dientes de ajos triturados y pasta de anchoas saladas, calentándose sin llegar nunca a hervir (el "lujo" de las anchoas se explica porque la zona estaba en el antiguo "camino de la sal", que partía de Hyères - en la actual Francia - llegando hasta el Poniente Ligur, atravesaba los Alpes por el paso de Monviso y bajaba hasta el valle del Po). 
Cada comensal aportaba todo tipo de vegetales (crudos y cocidos) sobre todo el cardo jorobado de Nizza Monferrato, remolachas cocidas previamente al vapor, repollos (en particular se prefiere la col lombarda) y patatas hervidas, pimientos crudos o fritos o, mejor aún, curtidos en vinagre de vino, cebollas cocidas al horno, trozos de pan y tostadas; tradicionalmente se deben evitar las verduras aromáticas como el apio.
En otras zonas del Piamonte la receta se ha enriquecido, por ejemplo en el Saluzzese donde abundan las pasturas y las vacas lecheras. De esta manera, el aceite de nuez se sustituyó por la crema de leche - nata, aunque se han seguido añadiendo trozos de nuez; en los valles en torno a Cuneo se añaden ralladuras de queso.
Una evolución de la bagna se ha dado por el uso de un recipiente de terracota que tiene incluido un mechero o pequeño calentador, tal recipiente es llamado fojòt, allí se prepara y se mantiene caliente la salsa y mediante largos tenedores (de un modo semejante al de la fondue) se introducen, "bañan" y extraen los alimentos en la salsa.

## Variantes
En Argentina y más precisamente en zonas rurales de la Pampa Húmeda, particularmente en las provincias de Córdoba, Santa Fe, Buenos Aires, Entre Ríos y La Pampa que poseen gran parte de su población originaria de Piamonte, es frecuente que en los días fríos se ingiera este plato al modo saluzzese, es decir, con la salsa con una base de crema de leche y no tanto de aceite de oliva. En la provincia de Mendoza la Asociación Familia Piemontesa mantiene la tradición anual de elaborarla según la receta original con aceite de oliva, una cabeza de ajo por persona y anchoas.
La bebida ideal para acompañar a la bagna cauda es un vino tinto de bastante cuerpo.

## Fiestas
- Se celebra en Asti, como en todo  Piamonte , la fiesta del plato típico piamontés.
- Humberto Primo, Provincia de Santa Fe, Argentina[3]
- Fiesta Nacional de la Bagna Cauda se realiza en Calchin Oeste, localidad situada en la provincia de Córdoba a 137 km de Córdoba Capital. Se desarrolla en esa localidad de una población aproximada de 800 personas. Cada mes de julio de cada año llegan a la localidad unos seis mil comensales a la Fiesta que allí se desarrolla.